# Саня Дам'янович
Саня Дам'янович (серб. Sanja Damjanović / Сања Дамјановић; народилася 5 червня 1972 року в Нікшичі) — чорногорський фізик, міністр науки Чорногорії з 2016 року.

## Життєпис
Саня Дам'янович народилась 1972 року, а в 1991 році закінчила школу. Потім навчалась у Белградському університеті, який закінчила у 1995 році, захистивши магістерську дисертацію на тему фізики елементарних частинок і гравітації.
Працювала помічником викладача в університеті Чорногорії в 1997—1998 роках. В 1999 році почала писати докторську дисертацію під керівництвом фізика Ганса-Йоагіма Шпехта, колишнього керівника Інституту важких іонів, у Гейдельберзькому університеті Рупрехта і Карла — тема «Утворення електронних пар при зіткненнях іонів свинцю і золота при 40 електронвольт» на основі експерименту в Протонному суперсинхротроні в ЦЕРН з допомогою кільцевого електронного спектрометра Черенкова (CERES/NA45-2). В 2002 році отримала докторський ступінь з відзнакою magna cum laude.
У 2003 році продовжила постдокторську роботу в ЦЕРН, здійснюючи співробітництво з Гейдельберзьким університетом та Інститутом важких іонів в експерименті NA60, метою якого було отримання швидких дімуонів і зачарованих кварків з допомогою пучків протонів і важких іонів. У 2006 році стала співучасником ЦЕРН, в 2009 році — науковим помічником у програмах фундаментальних досліджень, експериментальної фізики і експериментів із зіткнення високоенергетичних атомних ядер, учасник прикладних досліджень в полях високої радіації, створюваних променями частинок на високі прискореннях. У 2007 році допомогла укласти міжнародну угоду між Чорногорією та ЦЕРН.
У 2014 році повернулася до Дармштадту і увійшла до складу робочої групи з виявлення радіації та діагностики у відділі прискорювачів в Інституті важких іонів, у 2015 році знову направлена до ЦЕРН. Автор понад 100 публікацій у наукових журналах і збірниках конференцій.
З 28 листопада 2016 року займає пост міністра науки Чорногорії в уряді Чорногорії від Демократичної партії соціалістів Чорногорії.